# Три покоління прав людини
Покоління прав людини — це класифікація прав людини, відповідно до їх історичного розвитку. Традиційно, їх прийнято ділити на три, але все частіше з'являється думка про відокремлення четвертого покоління.

## Перше покоління
Першим поколінням прав і свобод людини і громадянина є засновані на традиційних ліберальних цінностях права і свободи, які визначали межі втручання державної влади у сфери громадянського суспільства і особистого життя людей, відображали пафос революцій — право на свободу думки, совісті і релігії, на рівність перед законом, на участь в управлінні державою, на недоторканність особи тощо.
Перші акти англійського конституціоналізму, що закріплюють права людини, — Петиція про права (1628), Habeas Corpus Act (1679) і Білль про права (1689). До першого покоління прав людини належать також американські декларації, а саме: Декларація прав Вірджинії (1776), Декларація незалежності США (1776), Конституція США (1787), Білль про права (1791), а також французька Декларація прав людини і громадянина (1789) та ін.
Деякі вчені відносять до першого покоління прав людини Велику хартію вольностей (1215), де, зокрема, говориться: «Жодна вільна людина не буде заарештована, або ув'язнена, або позбавлена володіння, або у будь-який (інший) спосіб знедолена… як за законним вироком рівних їй та за законом країни». З таких підстав до першого покоління прав людини можна віднести й Литовські Статути (1529, 1566, 1588 pp.) — юридичний пам'ятник литовського, білоруського та українського народів. У них було проголошено ідеї рівності вільних людей перед законом, особистої недоторканності, юридичного захисту прав вільної (шляхетної) особи, особистої відповідальності перед законом та ін. Проте середньовічне законодавство (Велика хартія вільностей, Литовські Статути та ін.) будувалося відповідно до феодально-ієрархічної, станової структури суспільства, коли була відсутня юридична рівність громадян.
Тому відлік першого покоління прав людини можна вести з періоду встановлення юридичної рівності, коли зруйнувалися станові рамки середньовічного суспільства. На цей період припадають розвиток капіталістичних взаємовідносин й утвердження модерного суспільства з його законодавчими актами. Лише тоді рівноправність з ідеальної категорії почала втілюватися у реальну дійсність, набувши конституційного або іншого законодавчого оформлення. Принцип юридичної рівності, який став основою універсальності прав людини, додав їм справді демократичного характеру.
Після Другої світової війни необхідність забезпечення основних прав людини була визнана в більшості розвинутих країн.

## Друге покоління
Друге покоління прав і свобод людини і громадянина пов'язане з боротьбою людей за поліпшення свого соціально-економічного становища та культурного рівня. Ці вимоги виникли після Першої світової війни, а вплинули на демократизацію і соціалізацію конституційного права країн світу та міжнародне право після Другої світової війни, коли завдяки бурхливому розвитку виробництва склалися реальні передумови для задоволення соціальних потреб громадян.
Друге покоління прав людини називають ще системою позитивних прав. Вони не можуть реалізуватися без організаційної, координуючої та інших форм діяльності держави, спрямованих на їх забезпечення.
Каталог природних і громадянських прав і свобод людини поповнився соціально-економічними і соціально-культурними правами і свободами в ряді конституцій XX ст. (Мексиканські Сполучені штати, 5 лютого 1917 p.; Італійська Республіка, 2 грудня 1947 р. та ін.), у внесених доповненнях і поправках у старих конституціях. Соціальні, економічні та культурні права знайшли нормативне вираження у Загальній декларації прав людини 1948 р. і особливо Міжнародному пакті про економічні, соціальні і культурні права 1966 р.

## Третє покоління
Становлення третього покоління прав людини (права людини — частина прав людства) пов'язано з національно-визвольним рухом країн, що розвиваються, а також із загостренням глобальних світових проблем після Другої світової війни. Останні призвели до інтернаціоналізації юридичних формулювань прав людини, створення міжнародних (або континентальних) пактів про права людини, законодавчого співробітництва країн у питаннях про права людини, надбання наднаціонального характеру законодавствами (особливо конституційними) тих держав, що підписали міжнародні пакти про права людини. Міжнародне визнання прав людини стало орієнтиром для розвитку всього людства в напрямку створення співтовариства правових держав. Між двома першими та третім поколіннями прав людини є взаємозалежність, здійснювана через принцип: реалізація колективних прав не повинна обмежувати права і свободи особи.
Права третього покоління:
- на політичне, економічне, соціальне і культурне самовизначення
- на економічний та соціальний розвиток
- на користування спільним спадком людства
- на мир
- на здоров'я та безпечне довкілля
- на гуманітарну допомогу.

## Становлення четвертого покоління
У XXI ст. можна говорити про становлення четвертого покоління прав людини, котре пов'язане з науковими відкриттями в галузі мікробіології, медицини, генетики тощо. Ці права є результатом втручання у психофізіологічну сферу життя людини (наприклад, право людини на штучну смерть (евтаназію); право жінки на штучне запліднення і виношування дитини для іншої сім'ї, вирощування органів людини з її стовбурових клітин та ін.), яке, однак, не є безмежним (заборона клонування людини та встановлення інших правових меж).
До переліку прав людини можна включити:
- Зміну статі
- Трансплантацію органів
- Клонування
- Використання віртуальної реальності
- Одностатеві шлюби
- Штучне запліднення
- Евтаназію
- Вільну від дитини сім'ю
- Незалежне від державного втручання життя за релігійними, моральними поглядами
- На доступ до Інтернету[3].